# Medaller dels Jocs Olímpics d'hivern de 1984
El medaller dels Jocs Olímpics d'Hivern de 1984 presenta totes les medalles lliurades als esportistes guanyadors de les proves disputades en aquest esdeveniment, realitzat entre els dies 7 i 19 de febrer de 1984 a la ciutat de Sarajevo (Iugoslàvia).
Les medalles apareixen agrupades pels Comitès Olímpics Nacionals participants i s'ordenen de forma decreixent contant les medalles d'or obtingudes; en cas d'haver empat, s'ordena d'igual forma contant les medalles de plata i, en cas de mantenir-se la igualtat, es conten les medalles de bronze. Si dos equips tenen la mateixa quantitat de medalles d'or, plata i bronze, es llisten en la mateixa posició i s'ordenen alfabèticament.
En aquests Jocs la República Democràtica Alemanya fou la dominadora del medaller, si bé la Unió Soviètica aconseguí més medalles, capgirant-se el resultat de quatre anys abans. En aquests Jocs Iugoslàvia aconseguí guanyar la seva primera medalla olímpica i Àustria, una de les dominadores dels esports d'hivern, només aconseguí una medalla de bronze.

## Medaller
| Jocs Olímpics d'hivern de 1984 | Jocs Olímpics d'hivern de 1984 | Jocs Olímpics d'hivern de 1984 | Jocs Olímpics d'hivern de 1984 | Jocs Olímpics d'hivern de 1984 | Anells Olímpics |
| Posició                        | CON                            | Or                             | Plata                          | Bronze                         | Total           |
| 1                              | RDA                            | 9                              | 9                              | 6                              | 24              |
| 2                              | Unió Soviètica                 | 6                              | 10                             | 9                              | 25              |
| 3                              | Estats Units                   | 4                              | 4                              | 0                              | 8               |
| 4                              | Finlàndia                      | 4                              | 3                              | 6                              | 13              |
| 5                              | Suècia                         | 4                              | 2                              | 2                              | 8               |
| 6                              | Noruega                        | 3                              | 2                              | 4                              | 9               |
| 7                              | Suïssa                         | 2                              | 2                              | 1                              | 5               |
| 8                              | Canadà                         | 2                              | 1                              | 1                              | 4               |
| 8                              | RFA                            | 2                              | 1                              | 1                              | 4               |
| 10                             | Itàlia                         | 2                              | 0                              | 0                              | 2               |
| 11                             | Regne Unit                     | 1                              | 0                              | 0                              | 1               |
| 12                             | Txecoslovàquia                 | 0                              | 2                              | 4                              | 6               |
| 13                             | França                         | 0                              | 1                              | 2                              | 3               |
| 14                             | Iugoslàvia                     | 0                              | 1                              | 0                              | 1               |
| 14                             | Japó                           | 0                              | 1                              | 0                              | 1               |
| 16                             | Liechtenstein                  | 0                              | 0                              | 2                              | 2               |
| 17                             | Àustria                        | 0                              | 0                              | 1                              | 1               |
| Total                          | Total                          | 39                             | 39                             | 39                             | 117             |